# 新王婕妤
婕妤王氏（しょうよ おうし、1105年? - ?）は、北宋の徽宗の妃嬪。徽宗には他にも王姓の婕妤がおり、その区別のためもあって新王婕妤あるいは大王婕妤と呼ばれる。

## 生涯
婕妤（嬪より低い位。正三品）の位を授けられた。宣和7年（1125年）、趙相（韓国公）を産んだ。
靖康の変後、金に連行され、金軍の多くの兵士に凌辱されて妊娠した。金に到着後は、妊婦だったことを考慮されたため、連行途中で出産した小王婕妤や他の4人の妊娠させられた妃嬪と一緒に、昏徳公（徽宗）のもとに帰された。翌年（金の天会4年、1127年）春、1人の子供を産んだが、詳情の記載がない。
以後、その子供たちの記載はない。新王婕妤は、南宋と金の国交が回復した時（1162年）まで、金で暮らしていたことが伝わっている。

## 子女
- 趙相

他、不詳

## 伝記資料
- 『靖康稗史箋證』
- 『三朝北盟会編』
- 『宋会要輯稿』